# Lucius Cassius Iuvenalis
Lucius Cassius Iuvenalis war ein im 2. Jahrhundert n. Chr. lebender römischer Politiker.
Durch Militärdiplome, die z. T. auf den 27. Dezember 158 datiert sind, ist belegt, dass Iuvenalis 158 zusammen mit Quintus Pomponius Musa Suffektkonsul war; die beiden Konsuln traten ihr Amt vermutlich am 1. September des Jahres an.